# Cal Jep de l'Oca
Cal Jep de l'Oca és un edifici de Castellar del Vallès (Vallès Occidental) inclòs a l'Inventari del Patrimoni Arquitectònic de Catalunya.

## Descripció
Es tracta d'una construcció situada prop del mas Crupell, al voltant del qual s'inicià al poble de Castellar. El frontis és asimètric perquè el casal fou dividit en dos habitatges. La teula té també una forma irregular i presenta dos nivells diferenciats, marcant dues teulades amb un vessant cadascuna. La seva distribució interior segueix les pautes típiques: planta, primer pis i les golfes.

## Història
La família ha conservat un llibre en el qual es van anotar la data de construcció de l'edifici i els impostos que pagaren.